# La Violoniste
La Violoniste est un tableau réalisé par le peintre néerlandais Kees van Dongen vers 1922. De format vertical, cette huile sur toile représente une femme jouant du violon devant un piano à queue bleu où est posé un vase de la même couleur. Acquise par la ville de Liège en 1939, l'œuvre est conservée à La Boverie.